# Statue de Valhubert
La statue de Valhubert est une statue en marbre, située à Avranches, département de la Manche, en France,. Elle représente Jean-Marie Valhubert. Elle est l'œuvre du sculpteur français Pierre Cartellier.

## Localisation
La statue est située  à Avranches, sur la Place Valhubert.

## Histoire
Jean-Marie Valhubert, général français de la Révolution et de l'Empire est né à Avranches en 1764. Il est mort à Brünn en 1805, après avoir été blessé lors de la Bataille d'Austerlitz.
Napoléon Bonaparte commande des statues destinées à orner le pont de la Concorde dont celle de Valhubert au sculpteur Pierre Cartellier.
Le plâtre est prêt en 1812 et en marbre en 1815, la statue est placée ensuite aux Invalides du fait du retour des Bourbons lors de la Restauration.
Le beau-frère et la ville demandent la statue qui arrive en 1829. Elle est mise en place en 1832.
Le monument et le socle font l'objet d'une inscription au titre des monuments historiques depuis le 18 août 2006.

## Description
Le monument est une statue en marbre.
Le sujet de l'œuvre est présenté debout, en uniforme de général, et il tient un sabre d'honneur. Près de son pied droit se trouve un boulet de canon, pour symboliser celui qui l'a tué.